# Kanton Monségur
Kanton Monségur (fr. Canton de Monségur) je francouzský kanton v departementu Gironde v regionu Akvitánie. Tvoří ho 15 obcí.

## Obce kantonu
- Castelmoron-d'Albret
- Cours-de-Monségur
- Coutures
- Dieulivol
- Landerrouet-sur-Ségur
- Mesterrieux
- Monségur
- Neuffons
- Le Puy
- Rimons
- Roquebrune
- Sainte-Gemme
- Saint-Sulpice-de-Guilleragues
- Saint-Vivien-de-Monségur
- Taillecavat